# Гонконг в 2000-е
 2000-е годы в Гонконге положили начало новому тысячелетию под властью Китайской Народной Республики (КНР).

## Введение

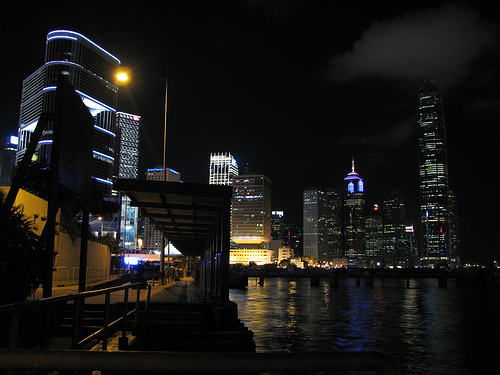
Остров Гонконг, 2006 г.

После передачи суверенитета Гонконг столкнулся с рядом проблем, как политических, так и экономических. Правительство провело ряд реформ, чтобы принять более современную идеологию и демократию, но столкнулось со многими трудностями. Несмотря на передачу власти Китаю, граждане участвуют в управлении своим правительством, а регион сохраняет некоторую степень автономии . СМИ в Гонконге не перешли под контроль государства, хотя многие граждане считают, что СМИ практикуют самоцензуру . Экономика также начнёт период с роста уровня безработицы с 2,2 % в 1997 году до 4,4 % в 2000 году и 7,9 % в 2003 году. Экономика постепенно восстанавливалась с 2004 г., и общий уровень безработицы снизился до 3,6 % в 2008 г., однако общий показатель снова вырос до 5,4 % в 2009 г. из-за глобального экономического спада в последнем квартале 2008 года.

## Политика
Двумя основными политическими партиям Гонконга в этом десятилетия являлись про-пекинская и про-демократическая.

### Статья 23
В 2003 году правительство предложило закон о борьбе с подрывной деятельностью под названием «Статья 23 Основного закона Гонконга» . Многие люди опасались, что это предложение подорвёт свободу печати, религии и ассоциаций. Непопулярность главы исполнительной власти Тунг Чи-Хва и его администрации в сочетании с неудовлетворённостью экономическим спадом и контролем над пандемией побудили от 500 000 до 1 000 000 человек принять участие в марше 1 июля 2003 г., что сделало его крупнейшим после протестов на площади Тяньаньмэнь в 1989 г.. Предложение было отклонено после того, как несколько проправительственных законодателей отказались от поддержки принятия законопроекта. Отставка главы Либеральной партии Джеймса Тьена из Исполнительного совета 6 июля 2003 г. привела к отмене закона и распаду «правящего альянса» главы исполнительной власти. Секретарь службы безопасности Регина Ип, которую резко критиковали за высокомерное и снисходительное отношение к предложенному закону, была вынуждена уйти в отставку.

### Другие марши
1 июля 2006 года Народно-освободительная армия Гонконга впервые в истории Гонконга прошла маршем по городу. Демонстрация силы и символизма была организована 19 пропекинскими группами. Марш был частью праздничной демонстрации, начавшейся в парке Виктория.

### Глава администрации Гонконга
Множество людей призывало к отставке Дун Цзяньхуа, лидера, получившего благословение от Коммунистической партии Китая, Цзян Цзэминя . Тунг оставался в офисе до 10 марта 2005 г., спустя 20 месяцев после марша против статьи 23. Основной закон Гонконга позволил Тунгу занимать свою должность ещё 3 года, многие подозревали, что Пекин вынудил его уйти в отставку из-за широко распространённого общественного неодобрения и его предполагаемого слабого лидерства. На выборах 2005 года это место занял Дональд Цанг, который был вторым высокопоставленным чиновником, главным секретарём и профессиональным государственным служащим во время британского колониального правления.

### Контроль СМИ в Гонконге
Опрос, проведённый Гонконгской ассоциацией журналистов показал, что 58,4 % журналистов считают, что свобода прессы в Гонконге ухудшилась после передачи власти, в основном, в результате самоцензуры и более жёсткого контроля правительства над медиапространством. Однако, прямое цензурирование интернета в Гонконге не было серьёзным. В 2009 году Гонконг по-прежнему занимал 48-е место в международном индексе свободы прессы, что далеко впереди Китайской Народной Республики. Другие события самоцензуры включают форум Управления вещания Гонконга в 2009 году, на котором крупная станция TVB была помечена как CCTVB с цензурированными новостями, такими как CCTV материкового Китая. Управление телекоммуникационного управления (OFTA) провело рейд на местное гражданское радио после того, как оно было признано незаконным.